# Stomachaches
Stomachaches (стилізований як .STOMACHACHES.) – дебютний студійний альбом Френка Аїро, ритм-гітариста американського рок-гурту My Chemical Romance, реліз якого відбувся 25 серпня 2014 року на Staple Records та B.CALM Press.

## Історія створення
У кінці 2012, переживаючи болісні проблеми із травленням, Аїро створив власну студію у підвалі свого дому та почав писати й записувати музику. Після того, як My Chemical Romance анонсували розпуск гурту 22 березня 2013 року, Френк продовжив працювати та згодом опублікував демо-версію пісні .joyriding., яку грав на різних невеликих суспільних заходах разом із .stage 4 fear of trying. 16 червня 2014 він зробив оголошення на своєму офіційному сайті про підпис контракту із Staple Records та реліз повноформатного соло альбому Stomachaches під псевдонімом frnkiero andthe cellabration. На записах пісень Аїро грає на усіх інструментах, окрім барабанів – цю роль виконав Джаррод Александер, який також деякий час був барабанщиком в MCR.
Анонсуючи новини про альбом на офіційному сайті, Аїро писав так: «Ці пісні вийшли із самих глибин моєї душі та стали моїм порятунком у якомусь сенсі. Дотепер більшість з них я тримав у таємниці від інших. Вони були тільки мої, а тепер я готовий віддати їх вам. Сподіваюся, вам сподобається.»
В інтерв'ю для K-UTE від липня 2017, Аїро згадував Stomachaches та пояснив вибір фотографії для обкладинки: "Я хотів знайти щось, що виражало міць та крихкість одночасно. Щось, що є справжнім дивом, яке ми бачимо кожного дня, але не вважаємо чимось особливим." Одного дня він побачив цю фотографію Хезер Гейбел, яку вона опублікувала, і зрозумів, що це все, чого він хотів.

## Реліз
Реліз Stomachaches відбувся 25 серпня на Vargant Records та став доступний у цифровому форматі, а другий реліз вже на CD-дисках та LP-платівках відбувся 26 серпня на Hassle Records. Аїро зібрав гурт для живого виконання: Еван Нестор, Роб Х’юз та Метт Олсен – т.зв. the cellabration. Перший концерт вони відіграли в музичному магазині Vintage Vinyl у місті Форд, Нью Джерсі.
4 серпня відбувся реліз першого синглу .weighted., 9 вересня – .joyriding., 12 березня 2015 – .she’s the prettiest girl at the party and she can prove it with a solid right hook.

## Сприйняття
Роб Сейс з журналу Rock Sound описав альбом як «Сміливий, своєрідний та до чорта інфекційний, зовсім відрізняється від музики My Chemical Romance.» Тімоті Монґер з AllMusic сказав: «Пристрасний, трохи неслухняний альбом, тексти якого підіймають тему туги за прийняттям та любов’ю, а фонові пост-хардкорні гітари звучать непереборно.» Альбом ввійшов до Топ 50 альбомів 2014 року за Rock Sound та Kerrang!

## Трекліст
Усі тексти та музика були написані Френком Аїро.
| #     | Назва                                                                                 | Тривалість |
| ----- | ------------------------------------------------------------------------------------- | ---------- |
| 1.    | «All I Want Is Nothing»                                                               | 1:50       |
| 2.    | «Weighted»                                                                            | 4:18       |
| 3.    | «Blood Infections»                                                                    | 2:18       |
| 4.    | «She's the Prettiest Girl at the Party, and She Can Prove It with a Solid Right Hook» | 3:37       |
| 5.    | «Stitches»                                                                            | 4:38       |
| 6.    | «Joyriding»                                                                           | 2:20       |
| 7.    | «Stage 4 Fear of Trying»                                                              | 3:17       |
| 8.    | «Tragician»                                                                           | 3:09       |
| 9.    | «Neverenders»                                                                         | 1:58       |
| 10.   | «Smoke Rings»                                                                         | 2:19       |
| 11.   | «Guilttripping»                                                                       | 4:22       |
| 12.   | «Where Do We Belong? Anywhere But Here»                                               | 3:20       |
| 37:26 |                                                                                       |            |